# Partido Republicano de Botsuana
El Partido Republicano de Botsuana (en inglés: Botswana Republican Party), abreviado como BRP, es un partido político botsuano de ideología demócrata cristiana liderado por el antiguo miembro de la Asamblea Nacional Biggie Butale. Fue fundado en 2023 como resultado de una escisión del Frente Patriótico de Botsuana (BPF), del que Butale había sido presidente desde su fundación, tras una prolongada batalla por el liderazgo entre este y la dirigencia del partido. Esta batalla finalmente condujo a la expulsión de Butale del BPF y a la fundación del BRP.
De acuerdo con sus principios básicos, el BRP declarar que su objetivo es «defender los derechos humanos fundamentales y las libertades individuales», combatir la corrupción, fortalecer el historial democrático del país e incentivar una mayor participación del sector privado en la economía, con el estado ejerciendo un papel como regulador. El partido también tiene posturas conservadoras en temas sociales.